# Barechu
 (février 2019).
Barechu (en hébreu ברכו; baʁɘ̯ˌχu ou boʁɘ̯ˌχu) est une récitation liturgique juive sous forme de dialogue entre l’officiant et l’assemblée.

## Le texte
Officiant : ברכו את יהוה המבורך (Bénissez l’Eternel, celui qui est béni !)
Assemblée : ברוך יהוה המבורך לעולם ועד (Béni  soit l’Eternel, celui qui est béni , pour l’éternité !)
Officiant : ברוך יהוה המבורך לעולם ועד (Béni  soit l’Eternel, celui qui est béni , pour l’éternité !)

## Origine et usage liturgique
L’origine de cette récitation est ancienne. Déjà dans la Mischna, on retrouve la dispute suivante entre deux sages ayant vécu vers l'an 100 : d’après Rabbi ‘Aqiva il suffit de dire ברכו את יהוה, d’après Rabbi Ischma’ël, dont l’avis a été retenu par la postérité, on ajoute המבורך.
Le Barechu n’est dit qu’en public, en présence d’un minyan. En disant le Barechu, l’officiant exhorte l’assemblée à se joindre à lui dans la prière. Le Barechu est donc naturellement placé avant les bénédictions précédent la lecture du Chema Israël à Scha’harith et Ma’ariv, au début de l’office à proprement parler.
Il est également dit par celui qui est appelé à la Torah, avant la bénédiction de la Torah. D'après Eliezer ben Nathan (en), l’appelé, œuvrant comme officiant, exhorte l’assemblée à se joindre à lui, en pensée, pour la récitation de la bénédiction .
Au cours des siècles, le Barechu a pris une importance considérable. Afin que les retardataires puissent le réciter en public, on a pris l’habitude paradoxale, dans certaines communautés, de le réciter une seconde fois à la clôture de l’office de Scha’harith et Ma’ariv.

## Coutumes
Il était d’usage de réciter une prière de louange silencieuse pendant que l’officiant entonnait le Barechu. Afin de permettre la récitation de cette prière, l’officiant prolongeait la récitation de ברכו . Les textes de cette prière varient légèrement selon les rites, mais leur contenu est essentiellement identique. Le plus répandu est le suivant:
| Traduction | Hébreu |
| --- | --- |
| Que soit béni, loué, glorifié, élevé et exalté le nom du Roi des rois de rois, le Saint, béni soit-il. Car il est premier et dernier, et hormis lui, il n'y a point de dieu. | .יתברך וישתבח ויתפאר ויתרומם ויתנשא שמו של מלך מלכי המלכים הקדוש ברוך הוא, שהוא ראשון והוא אחרון ומבלעדיו אין אלוהים |

A ce texte on ajoutait quelques citations, comme Psaume 68,5, et 113,2, selon les rites. L’assemblée reprenait ensuite la réponse ברוך יהוה המבורך du texte canonique à haute voix. On retrouve cette prière chez Amram Gaon et dans le Ma'hsor de Vitry, mais elle est rarement dite de nos jours.
Certains ont l’habitude de s’incliner pendant le Barechu. Cette coutume est relativement ancienne (on la retrouve dans le Ma'hsor de Vitry) et très largement répandue.
Dans certaines communautés, après la reprise par l’officiant, l’assemblée répond Amen . Cet usage reste très minoritaire; on retrouve un Amen chanté par le chœur chez certains compositeurs synagoguaux tels que Salomon Sulzer, peut-être pour des raisons esthétiques.